# ثنائيات الفلقة
ثُنائيّات الفِلْقَة أو الماغنوليات[بحاجة لمصدر] أو ذَوَاْتُ الفِلْقَتَيْنِ (باللاتينية: Dicotyledons) أو (باللاتينية: Magnoliopsida) هي طائفة نباتية تتبع صف مغطاة البذور من شعيبة البذريات.
تتميز هذه المجموعة من النباتات المزهرة بأن بذورها تحتوي على فلقتين أو ورقتين جنينيتين تتحولان في بعض الأحيان إلى ورقتين ابتدائيتين (كما في فول الصويا أو دوار الشمس أو الخروع في الصورة أدناه). تصنف المجموعة الأخرى من النباتات المزهرة كأحاديات فلقة (بالإنجليزية: monocotyledon)‏، وهي التي تملك ورقة جنينية وحيدة في بذورها.
حسب الدراسات الوراثية الحديثة، من المقبول الآن أن أحاديات الفلقة تنشأ أساسا من ثنائيات الفلقة، وهذه الأخيرة (ثنائات الفلقة) تنشأ من زمرة شبه عرقية paraphyletic. هذا يعني أن ثنائيات الفلقة لم يعد بالإمكان اعتبارها زمرة تصنيفية «جيدة»، واسم «ثنائيات الفلقة» لم يعد يجوز استخدامه على الأقل من ناحية تصنيفية (وراثياً وتطورياً). لكن على كل حال فإن الغالبية العظمى من مجموعة ثنائيات الفلقة المعرفة مسبقا تدخل في نطاق مجموعة أحادية العرق monophyletic تدعى ثنائيات الفلقة الحقيقية eudicots أو tricolpates.

## طبقات ورتب
| نظام التصنيف المبني على علم تطور سلالة كاسيات البذور APG II الرتب الأساسية basal orders 'ثنائيات الفلقة القديمة' Palaeodicots - أمبوريلةles - نيلوفريات (بالإنجليزية: Nymphaeales)‏ - أستربيليات - كلورانطية - Ceratophyllales ثنائيات الفلقة القديمة 'Palaeodicots': تحت صف الماغنوليات Magnoliid معقد - رتبة الماغنوليات Magnoliales - الغاريات Laurales - الفلفليات Piperales - ارستولوشيات (Aristolochiaceae (Aristolochiales - كانلال ثنائيات فلقة حقيقية Eudicots ثنائيات الفلقة الحقيقية الأساسية Basal eudicots - الحوذانيات Ranunculales - البقسيات Buxales - Trochodendrales - بروطيات (باللاتينية: Proteales) - جونيريات - بربريوسيات - ديلنيات - القرنفليات Caryophyllales - كاسريات الحجر - صندليات - الكرميات Vitales ورديات Rosids Basal rosids - متصالبيات - غرنوقيات - آسيات Eurosids I - قديسيات - حرابيات - ملبيغيات - حماضيات - رتبة الفوليات - رتبة الورديات - رتبة القرعيات Cucurbitales - رتبة البلوطيات Fagales الخبازانيات أو ورديات حقيقية II - الكرنبيات - الخبازيات - الصابونيات - النجميات نجميات أساسية Basal asterids - قرانيات - خلنجيات Euasterids I - شرابيات الحرير - رتبة الباذنجانيات - جنطيانيات (باللاتينية: Gentianales) - رتبة الشفويات - Unplaced: حمحمية - نجميات حقيقية II Euasterids - بهشيات - خيميات Apiales - ممشقيات - النجميات (باللاتينية: Asterales) | نظام كرونكويست Cronquist system Magnoliopsida ماغنولانيات (mostly basal dicots) - ماغنوليات - الغاريات Laurales - الفلفليات Piperales - Aristolochiales - Illiciales - نيلوفريات (بالإنجليزية: Nymphaeales)‏ - حوذانيات (باللاتينية: Ranunculales) مشتركانيات - Trochodendrales - Hamamelidales - زيفاء - Didymelales - Eucommiales - القراصيات (باللاتينية: Urticales) - Leitneriales - Juglandales - زانيات (نبات) - Casuarinales قرنفلانيات - قرنفليات (باللاتينية: Caryophyllales) - بطباطيات (باللاتينية: Polygonales) - رصاصيات (باللاتينية: Plumbaginales) ديلنانيات - ديلنيات - Theales - خبازيات (باللاتينية: Malvales) - Lecythidales - Nepenthales - Violales - صفصاصفيات (باللاتينية: Salicales) - Capparales - Batales - خلنجيات (باللاتينية: Ericales) - كأسية خماسية الأوراق - Ebenales - ربيعيات - ورديات (باللاتينية: Rosales) - فوليات - بروطيات - بدوستمونية - Haloragales - آسيات (باللاتينية: Myrtales) - حاملات الجذور - قرانيات - صندليات (باللاتينية: Santalalesصبدليات) - Rafflesiales - حرابيات - Euphorbiales - نبقيات - بطباطية - صابونيات (باللاتينية: Sapindales) - غرنوقيات - خيميات (باللاتينية: Apiales) نجميانيات - جنطيانيات - باذنجانيات - الشفويات Lamiales - Callitrichales - حمليات - شفويات - Campanulales - Rubiales - ممشقيات - Calycerales - نجميات |

## نظام المجموعة الثالثة لعلم تطور سلالات مغطاة البذور(بالإنجليزية:APG III system)‏
هو الإصدار الثالث لنظام تصنيف حديث يعتمد على علم الأحياء الجزيئية. نشر في عام 2009 من قبل مجموعة علم تطور سلالات مغطاة البذور (باللاتينية: Angiosperm Phylogeny Group)، بعد 6 سنوات ونصف السنة من الإصدار السابق، نظام المجموعة الثانية لعلم تطور سلالات مغطاة البذور. يضم هذا النظام 45 رتبة من النظام السابق إضافة إلى 14 رتبة جديدة وهي:

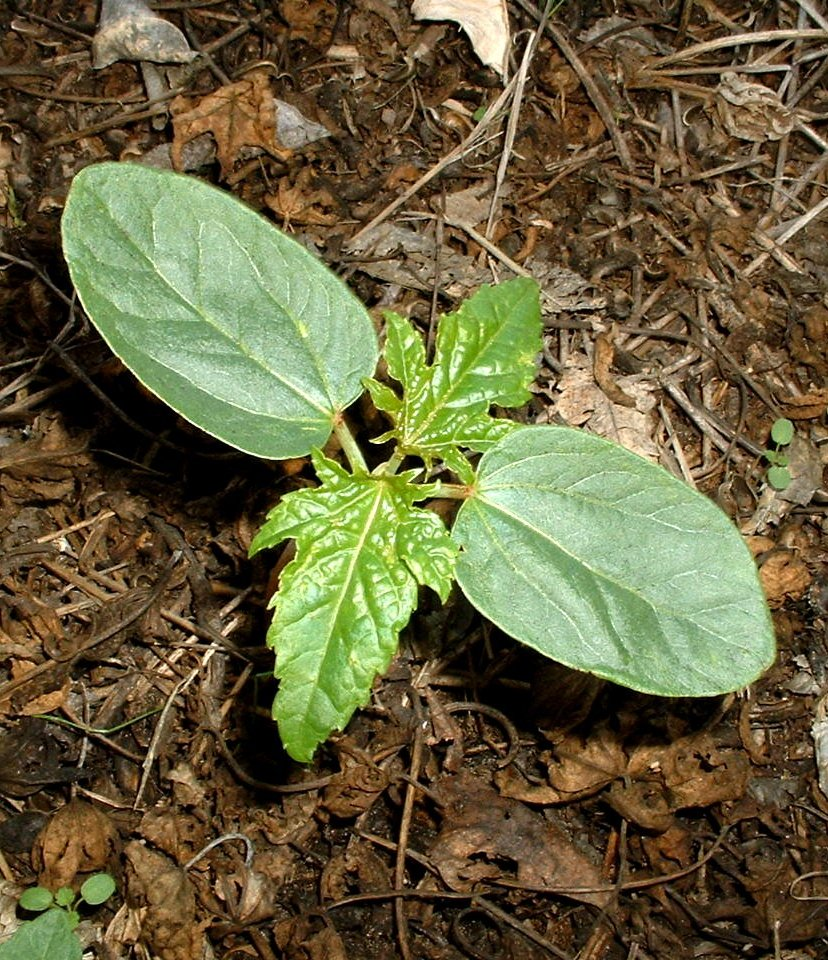
نبتة خروع ويبدو واضحا الاختلاف بين الأوراق الحديثة النمو والورقتين الابتدائيتين الناتجتين من الفلقتين

- البقسيات (باللاتينية: Buxales)
- القديسيات (باللاتينية: Zygophyllales)
- الكرميات (باللاتينية: Vitales)
- النيلوفريات (باللاتينية: Nymphaeales)
- ورقيات الزهر (باللاتينية: Chloranthales)
- Petrosaviales
- Amborellales
- Trochodendrales
- Paracryphiales
- Huerteales
- Bruniales
- Escalloniales
- Berberidopsidales
- Picramniales